# Palm III
Palm III је лични дигитални асистент који је направио одељење Палм компјутинг компаније 3Com. У продају је кренуо 1998. године као замена за длановник PalmPilot. Био је то први длан Палм који подржава инфрацрвени пренос датотека и оперативни систем који подржава Фласх РОМ. У тренутку објављивања, Palm III је био по цени од 400 долара.

## Дизајн и карактеристике
На први поглед, најприметнија разлика између Palm III и његовог претходника, PalmPilot, је робусније и модерније кућиште. Остале разлике укључују чврсти поклопац који се може уклонити за заштиту екрана, уклањање меморијског поклопца, више удубљено дугме за подешавање контраста, инфрацрвени порт и врата за батерију која су мање склона случајном падању.
Palm III је покренуо нову верзију Palm OS 3.0 која је садржавала нови покретач апликација, додатну величину фонта, исправке грешака и друга побољшања. Садржао је два мегабајта ЕДО СДРАМ-а за складиштење корисничких података и софтвера и два мегабајта Флеш РОМ-а за складиштење оперативног система и уграђених апликација.
LCD екран на Palm III је у суштини исти као код PalmPilot Professional−а и  персоналног PalmPilot−а који може да приказује 2-битне сиве скале. LCD екран такође има електролуминисцентно позадинско осветљење које се може укључити или искључити држањем дугмета за напајање притиском дужине од три секунде како би се омогућило лакше гледање у тамним областима.
Palm III је имао ОС РОМ и РАМ постављене на меморијску картицу одвојено од матичне плоче. Ова картица би се могла заменити картицом за надоградњу треће стране да би се повећала меморија или функционалност Palm III.
Године 2000. Кодак је објавио PalmPix, дигитални фото-апарат са приказом слике на екрану за Palm Handheld.

## Пријем на тржишту
Главна конкуренција Palm III били су рачунари величине длана који користе Микрософтов Windows CE. Међутим, Palm III је наставио Палмову популарност и добро се продавао као и његов претходник. Наследила га је Palm V.